# Adolfo Bioy Casares
Adolfo Bioy Casares (ur. 15 września 1914 w Buenos Aires, zm. 8 marca 1999) – argentyński pisarz, krytyk literacki i eseista .
Oryginalny twórca, w swoich utworach podejmujący tematy psychologiczne i filozoficzne, często przy tworzeniu fabuły korzystający z motywów fantastycznych czy też sensacyjnych. Przyjaciel i współpracownik Borgesa – pod pseudonimem Honorio Bustos Domecq wspólnie opublikowali kilkadziesiąt tekstów o wydźwięku satyrycznym (polski zbiór Kroniki Bustosa Domecqa) oraz pastiszujących konwencję kryminału (polski wybór Sześć zagadek dla don Isidra Parodiego). W Polsce wydano także kilka samodzielnych książek Bioy Casaresa. W 1990 został uhonorowany Nagrodą Cervantesa.
Jego żoną była Silvina Ocampo.

## Polskie przekłady

### Powieści
- Wynalazek Morela (La invención de Morel 1940)
- Plan ucieczki (Plan de evasión 1945)
- Sen o bohaterach (El sueño de los héroes 1954)

### Opowiadania
- Klucz do tajemnicy jest w niebie (La trama celeste 1948[3]) – w miesięczniku „Nurt” (nr 9/1976 i 10/1976)[3] oraz w antologii W zaczarowanym zwierciadle[4]
- Pasażerka pierwszej klasy (La pasajera de primera classe[3]) – w antologii W zaczarowanym zwierciadle[4]

### Utwory napisane wspólnie z Borgesem
- Kroniki Bustosa Domecqa
- Sześć zagadek dla don Isidra Parodiego

## Źródła
- Jorge Luis Borges, Adolfo Bioy Casares Kroniki Bustosa Domecqa. Sześć zagadek dla don Isidra Parodiego Universitas, Kraków 2016
- Jerzy Kühn: Noty o autorach. W: W zaczarowanym zwierciadle. Opowiadania fantastyczne Ameryki Łacińskiej. Kraków: Wydawnictwo Literackie, 1977, s. 341, seria: Fantastyka i Groza. OCLC 751341895. (pol.).